# Private Party (catch)
Private Party est une équipe de catcheurs Face composée de Zay (né le 10 juillet 1997 à Brooklyn (New York)) et Quen (né le 12 avril 1994 à New York). Le duo travaille actuellement à la All Elite Wrestling.

## Histoire

### Circuit Indépendant (2015-2019)
Le 21 août 2015 à HOG At Last de la House of Glory, ils font leurs débuts sur un ring, disputent leur premier match et battent Josh Glide et TJ Marconi,.
Le 11 décembre à HOG Civil War, ils deviennent les nouveaux champions par équipes de la HOG en battant EYFBO (Angel Ortiz et Mike Draztik) et remportent les titres pour la première fois de leurs carrières,.
Le 10 janvier 2016 à FTW New Year's Revolution de la Fight the World Wrestling, ils deviennent les nouveaux champions du monde par équipes de la FTW en battant Dirty Saviors (Anthony Gangone et Mike Law), remportent les titres pour la première fois de leurs carrières et, de ce fait, deviennent doubles champions,.
Le 19 août à HOG High Intensity 5 de la House of Glory, ils ne conservent pas leurs ceintures, battus par The Hardy Boyz,.
Le 22 octobre à GCW The Acid Cup de la Game Changer Wrestling, ils deviennent les nouveaux champions par équipes de la GCW en battant Da Hit Squad (Dan Maff et Monsta Mack), BLK OUT (Robby Mireno et Ruckus) et The Nation of Intoxication (Devon Moore et Lucky 13) dans un 4-Way Tag Team match, remportent les titres pour la première fois de leurs carrières et, de ce fait, redeviennent doubles champions,.
Le 29 janvier 2017 à FTW Wonderslam de la Fight the World Wrestling, ils ne conservent pas leurs ceintures, battus par Alpha Psi (Donny Dixon et Nate Bateman),. Le 17 juin à PWM Could It Be MAGIC? de la Pro Wrestling Magic, ils deviennent les nouveaux champions par équipes de la PWM en battant The Amazing Graysons (JP et Tommy Grayson), remportent les titres pour la première fois de leurs carrières et, de ce fait, redeviennent doubles champions,.
Le 28 octobre à GCW Worst Behavior 2017 de la Game Changer Wrestling, ils ne conservent pas leurs ceintures, battus par The Rejects (John Wayne Murdoch et Reed Bentley) dans un 3-Way Tag Team match qui inclut également The Hooligans (Devin et Mason Cutter), ce qui met fin à un règne de 371 jours,. Le 11 novembre à PWM It's A Miracle de la Pro Wrestling Magic, ils ne conservent pas leurs ceintures, battus par The Down Boyz (Steve Gipke et Tony Scorese),.
Le 1er décembre 2018 à WOW 11th Year Anniversary Show de la Warriors of Wrestling, ils deviennent les nouveaux champions par équipes de la WOW en battant The Apostles of Chaos (Chris Benne et Jason Sinclair) et remportent les titres pour la première fois de leurs carrières,.
Le 9 mars 2019 à WOW Brooklyn Beatdown 2019, ils ne conservent pas leurs ceintures, battus par la même équipe (Chris Benne et Logan Black),.
Le 9 août à HOG High Intensity 8 de la House of Glory, ils perdent face aux Young Bucks,. La semaine suivante à NEW Prison Break de la Northeast Wrestling, ils battent InZanely Rude (RJ Rude et Zane Bernardo) et A Boy And His Dinosaur (Jungle Boy et Luchasaurus) dans un 3-Way Tag Team match,.

### All Elite Wrestling (2019-...)

#### Débuts et diverses rivalités (2019-2024)
Le 22 avril, ils signent officiellement avec la All Elite Wrestling. Le 25 mai lors du pré-show du show inaugural: Double or Nothing, ils font leurs débuts, disputent leur premier match, entrent dans le 21-Man Casino Battle Royal, éliminent Brian Pillman Jr avant d'être eux-mêmes éliminés par Luchasaurus. Le 29 juin lors du pré-show à Fyter Fest, ils perdent face aux Best Friends (Chuck Taylor et Trent) dans un 3-Way Tag Team match qui inclut également SCU (Frankie Kazarian et Scorpio Sky).
Le 31 août lors du pré-show à All Out, ils disputent leur premier match en équipe et battent The Hybrid 2 (Angélico et Jack Evans).
Le 9 novembre à Full Gear, ils ne remportent pas les titres mondiaux par équipes, battus par SCU dans un 3-Way Tag Team match qui inclut également The Lucha Brothers (Pentagón Jr. et Rey Fénix).
Le 23 mai 2020 à Double or Nothing, ils reperdent face aux Best Friends et ne deviennent pas aspirants no 1 aux ceintures mondiales par équipes.
Le 5 septembre lors du pré-show à All Out, ils battent The Dark Order (Alex Reynolds et John Silver).
Le 13 janvier 2021 à Dynamite: New Year's Smash Night 2, Matt Hardy devient officiellement leur manager. La semaine suivante à Dynamite, le nouveau trio bat Top Flight et Matt Sydal dans un 6-Man Tag Team match. Après le combat, ils effectuent un Heel Turn, car ils attaquent leurs trois adversaires. Le 7 mars à Revolution, ils ne remportent pas la Casino Tag Team Battle Royal, gagnée par Fénix, et ne deviennent pas aspirants no 1 aux ceintures mondiales par équipes. Trois soirs plus tard à Dynamite, avec The Butcher et The Blade, The Bunny, The Hybrid 2, Jora Johl, ils sont recrutés dans le clan de leur manager : The Hardy Family Office.
Le 30 mai à Double or Nothing, ils participent à la 21-Man Casino Battle Royal, éliminent Brian Pillman Jr et Colt Cabana avant d'être eux-mêmes éliminés par Jungle Boy et Christian Cage.
Le 5 septembre lors du pré-show à All Out, les cinq catcheurs du clan perdent face aux Best Friends et Jurassic Express dans un 10-Man Tag Team match.
Le 19 janvier 2022 à Dynamite, Andrade El Idolo obtient 51% des parts du clan qui est rebaptisé Andrade-Hardy Family Office. Le 6 mars à Revolution, le nouveau leader, le second et Isiah Kassidy perdent face à Darby Allin, Sting et Sammy Guevara dans un 6-Man Tornado Tag Team match. Trois soirs plus tard à Dynamite, le catcheur mexicain et eux se retournent contre Matt Hardy et provoquent le Face Turn de ce dernier qui est aidé par leurs deux précédents premiers adversaires et son frère cadet Jeff Hardy qui fait ses débuts dans la compagnie.
Le 14 octobre à Rampage, ils effectuent un Face Turn, mais Isiah Kassidy perd face à Ethan Page qui conserve le contrat de leur ancien manager et sont contraints de rejoindre officiellement The Firm de Stokely Hathaway.
Le 3 janvier 2023, Marq Quen souffre d'une blessure de nature inconnue et doit s'absenter pour une durée indéterminée.
Le 5 avril à Dynamite, HOOK conserve son titre FTW en battant Ethan Page par soumission, ce qui permet à Isiah Kassidy et Matt Hardy d'être libérés du contrat avec le clan ennemi.
Le 3 janvier 2024 à Dynamite, Marq Quen fait son retour de blessure après un an d'absence, les deux catcheurs reforment leur duo et annoncent leurs intentions de remporter les ceintures mondiales par équipes. Le 2 mars à Collision, ils effectuent un Heel Turn, battent Christopher Daniels et Matt Sydal, puis célèbrent avec le clan de Jeff Jarrett. Le lendemain lors du pré-show à Revolution, Jeff Jarrett, Jay Lethal, Satnam Singh, Willie Mack et eux perdent face au Bang Bang Scissor Gang (The Acclaimed (Anthony Bowens, Max Caster et Billy Gunn) et Bang Bang Gang (Jay White et The Gunns)) dans un 12-Man Tag Team match.
Le 12 juin à Dynamite, ils effectuent un Face Turn, car ils refusent les conseils de Chris Jericho et s'attaquent à ce dernier.
Le 25 août lors du pré-show à All In, Jay Lethal, Satnam Singh, Anthony Ogogo, Ariya Daivari, The Dark Order et eux perdent face à Tommy Billington, Kip Sabian, Rocky Romero, Lio Rush, Top Flight (Action Andretti, Darius et Dante Martin) et Kyle Fletcher dans un 16-Man Tag Team match.

#### Champions du monde par équipes (2024-...)
Le 12 octobre à WrestleDream, ils ne remportent pas les ceintures, battus par les Young Bucks. Dix-huit soirs plus tard à Fright Night Dynamite, ils deviennent les nouveaux champions du monde par équipes en prenant leur revanche sur leurs mêmes adversaires et remportent les titres pour la première fois de leurs carrières. Le 23 novembre à Full Gear, ils conservent leurs titres en battant The Outrunners (Turbo Floyd et Truth Magnum), Kings of the Black Throne (Malakai Black et Brody King) et The Acclaimed dans un 4-Way Tag Team match.
Le 22 janvier 2025 à Dynamite, ils ne conservent pas leurs ceintures, battus par The Hurt Syndicate (Bobby Lashley et Shelton Benjamin).

## Palmarès
- All Elite Wrestling
  - 1 fois champions du monde par équipes (actuels)[1],[2]